# Playa de Beciella
La playa de Beciella, también conocida como Barciella, se sitúa en el lugar de Duesos, en la parroquia de Caravia Baja, en el concejo de Caravia, Asturias, España.
Se ubica en el punto medio de la costa del Concejo de Caravia, entre las llamadas punta de La Atalaya y de La Beciella.

## Descripción
Se trata de una playa de arena y cantos rodados que se situada al este de la Playa de La Espasa, tras los acantilados de peña Forada. No dispone de equipamientos por ser poco frecuentada, pese a la belleza paisajística que ofrece.